# Felix Film
Felix Film Corporation (jap. 株式会社FelixFilm Kabushiki-gaisha Ferikkusu Firumu) – japońskie studio animacji z siedzibą w Mitace, w aglomeracji Tokio, specjalizujące się głównie w produkcji animacji 3DCG. 

## Produkcje

### Seriale telewizyjne
| Rok  | Tytuł                                                      | Reżyser(zy)                    | Liczba odcinków | Uwagi                                                                                  | Przypisy |
| ---- | ---------------------------------------------------------- | ------------------------------ | --------------- | -------------------------------------------------------------------------------------- | -------- |
| 2014 | Daitoshokan no hitsujikai                                  | Yū Nobuta                      | 12              | Na podstawie powieści wizualnej produkcji August. We współpracy z Hoods Entertainment. | [ 1 ]    |
| 2020 | Nekopara                                                   | Yasutaka Yamamoto              | 12              | Na podstawie powieści wizualnej produkcji Neko Works.                                  | [ 2 ]    |
| 2021 | Urasekai Picnic                                            | Takuya Satō                    | 12              | Na podstawie powieści autorstwa Iori Miyazawy. We współpracy z Liden Films.            | [ 3 ]    |
| 2022 | Aharen-san wa hakarenai                                    | Yasutaka Yamamoto Tomoe Makino | 12              | Na podstawie mangi autorstwa Asato Mizu.                                               | [ 4 ]    |
| 2023 | Saving 80,000 Gold in Another World for My Retirement      | Hiroshi Tamada                 | 12              | Na podstawie light novel autorstwa FUNA.                                               | [ 5 ]    |
| 2023 | MF Ghost                                                   | Tomohito Naka                  | 12              | Na podstawie mangi autorstwa Shūichiego Shigeno.                                       | [ 6 ]    |
| 2024 | You Are Ms. Servant                                        | Ayumu Watanabe                 | 12              | Na podstawie mangi autorstwa Shotan.                                                   | [ 7 ]    |
| 2024 | MF Ghost 2                                                 | Tomohito Naka                  | 12              | Sequel MF Ghost.                                                                       | [ 8 ]    |
| 2024 | The Most Notorious "Talker" Runs the World’s Greatest Clan | Yuta Takamura                  | 12              | Na podstawie light novel autorstwa Jaki. We współpracy z Ga-Crew.                      | [ 9 ]    |
| 2025 | Aharen-san wa hakarenai 2                                  | Yasutaka Yamamoto Tomoe Makino | 12              | Sequel Aharen-san wa hakarenai.                                                        | [ 10 ]   |
| 2025 | Scooped Up by an S-Rank Adventurer!                        | Hiroshi Tamada                 | –               | Na podstawie light novel autorstwa Sory Suigetsu.                                      | [ 11 ]   |
| 2026 | Tensei shita daiseijo wa, seijo de aru koto o hitakakusu   | Tomoe Makino                   | –               | Na podstawie light novel autorstwa Touyi.                                              | [ 12 ]   |
| 2026 | MF Ghost 3                                                 | –                              | –               | Trzeci sezon MF Ghost.                                                                 | [ 13 ]   |

### OVA
| Rok       | Tytuł                     | Liczba odcinków | Czas trwania | Uwagi                                                                                  | Przypisy |
| --------- | ------------------------- | --------------- | ------------ | -------------------------------------------------------------------------------------- | -------- |
| 2014–2015 | Daitoshokan no hitsujikai | 6               | 9 minut      | Na podstawie powieści wizualnej produkcji August.                                      | [ 14 ]   |
| 2017      | Nekopara                  | 1               | 58 minut     | Na podstawie powieści wizualnej Nekopara.                                              | [ 15 ]   |
| 2018      | Nekopara Extra            | 1               | 22 minuty    | Na podstawie powieści wizualnej Nekopara Extra.                                        | [ 16 ]   |
| 2022      | Hairpin Double            | 1               | 7 minut      | Z okazji 30 rocznicy powstania Okayama International Circuit. We współpracy z GA-CREW. | [ 17 ]   |